# NGC 5260
NGC 5260 (również PGC 48371) – galaktyka spiralna z poprzeczką (SBbc), znajdująca się w gwiazdozbiorze Hydry. Odkrył ją Lewis A. Swift 6 kwietnia 1885 roku. Należy do galaktyk Seyferta typu 2.